# Floridina antiqua
Floridina antiqua is een mosdiertjessoort uit de familie van de Onychocellidae. De wetenschappelijke naam van de soort is, als Mollia antiqua, voor het eerst geldig gepubliceerd in 1873 door Smitt.